# Кубок России по американскому футболу
Кубок России по американскому футболу — ежегодное соревнование для российских клубов по американскому футболу, проводимое Федерацией Американского Футбола России(ФАФР). В Кубке могут участвовать команды из всех лиг играющий под эгидой ФАФР.

## Финалы
| Дата                                 | Победитель          | Счет | Финалист            | Город                           |
| ------------------------------------ | ------------------- | ---- | ------------------- | ------------------------------- |
| 7 ноября 2015                        | Чёрный Шторм Москва | 43:3 | Северный Легион СПб | Санкт-Петербург                 |
| Турнир не проводился в 2016-2019 гг. |                     |      |                     |                                 |
| 25 Октября 2020                      | Грифоны СПб         | 25:6 | Спартак Москва      | п. Щедрино, Ярославская Область |
| 26 сентября 2021                     | Северный Легион СПб | 38:0 | Грифоны СПб         | Санкт-Петербург                 |
| 2 Октября 2022                       | Спартак Москва      | 20:7 | Грифоны СПб         | Красногорск                     |

### Местапроведения финала Кубка России
- ДСА Зенит, Санкт-Петербург, 2015 год
- Посёлок Щедрино, Ярославская область, 2020 год
- МСА Петровский, Санкт-Петербург, 2021 год
- Стадион «Зоркий», Красногорск, Московская область, 2022 год